# Polycarpaea aristata
Polycarpaea aristata är en nejlikväxtart som beskrevs av Christen Smith och Dc. Polycarpaea aristata ingår i släktet Polycarpaea och familjen nejlikväxter. Inga underarter finns listade i Catalogue of Life.